# Kościół Santissima Trinità di Delia
Kościół Santissima Trinità di Delia, znany też jako Cuba di Delia, zbudowany według kanonów architektury arabsko-normańskiej, znajduje się na zachód od Castelvetrano na Sycylii.
To niewielki kościół normański, którego budowa datowana jest na pierwszą połowę XII w. Kościół z zewnątrz charakteryzuje się trzema wyraźnie zaznaczonymi apsydami. Zbudowany jest na planie krzyża greckiego. Boczne drzwi do kościoła były zarezerwowane wyłącznie dla mężczyzn, którzy wchodząc zajmowali swoje miejsca w odpowiednich bocznych nawach, natomiast drzwi centralne przeznaczone były dla kobiet, które zgodnie z obrządkiem greckim zajmowały miejsca w części wyznaczonej drewnianymi barierkami. Pośrodku konstrukcji znajduje się kopuła spoczywająca na kwadratowym bębnie oświetlonym czterema bocznymi oknami i wspartej ostrołukami, podpartymi czterema kolumnami z marmuru cipollino i czerwonego granitu z kapitelami rzeźbionymi w stylizowane liście akantu. Pod kościołem znajduje się krypta. Kościół był odrestaurowany przez Giuseppe Patricolo w 1880 r.